# Media (región)
El Imperio medo o Media (en persa antiguo: 𐎶𐎠𐎭, Mâda; en kurdo: Mâd,  /'miːdz/, en griego antiguo: Μῆδοι, Mēdoi; en latín: Medi) fue un imperio asiático de la Antigüedad que correspondía a la región poblada por el antiguo pueblo iranio de los medos, entre el mar Caspio y los ríos de Mesopotamia. Luego fue conquistado y anexado a Persia. Su capital fue Ecbatana.
Alrededor del siglo XI a. C., los medos, que hablaban el idioma medo, ocupaban la región montañosa del noroccidente de la actual Irán y las regiones orientales y nororientales de Mesopotamia cerca de Ecbatana (actual Hamadán). Se cree que su consolidación en el territorio de Irán tuvo lugar durante el siglo VIII a. C. En el siglo VII a. C., todo el occidente de Irán y algunos otros territorios estaban bajo el dominio medo, pero su extensión geográfica precisa es todavía desconocida.
Media constituye un problema para los estudiosos que tratan de describir este antiguo imperio. Las pruebas de que se disponen son poco fidedignas: consisten en algunos hallazgos arqueológicos, algunas referencias en textos cuneiformes asirios y babilonios, la inscripción persa de Behistún, las obras Los nueve libros de historia del historiador griego Heródoto de Halicarnaso y Pérsica de Ctesias de Cnido, y dos capítulos en la Biblia. Si bien se reconoce en general que tuvieron un lugar importante en la historia del Antiguo Oriente Próximo, los medos no dejaron fuente escrita alguna para reconstruir su historia, que es conocida solo a partir de fuentes extranjeras tales como las de los asirios, babilonios, armenios o griegos, así como unos cuantos sitios arqueológicos iranios, que se cree estuvieron ocupados por medos. Los relatos históricos relacionados con los medos reportados por Heródoto dejaron la imagen de un pueblo poderoso, que habría formado un imperio al comienzo del siglo VII a. C. y que duró hasta la década de 550 a. C., jugando un papel determinante en la caída del Imperio asirio y compitiendo con los poderosos reinos de Lidia y Babilonia. Sin embargo, una revaluación reciente de fuentes contemporáneas del periodo medo ha alterado las perspectivas académicas sobre el estado medo. Tal estado sigue siendo difícil de rastrear en la documentación, lo que ha generado numerosas dudas respecto a él, algunos académicos sugiriendo incluso que jamás existió un reino medo poderoso. Como fuera, parece que tras la caída del último rey medo a manos del rey persa Ciro el Grande, Media se convirtió en una provincia importante y era valorada por los imperios que la dominaron sucesivamente (aqueménidas, partos, sasánidas y selyúcidas).

## Territorio
A pesar de que las fronteras de Media nunca estuvieron perfectamente fijadas, su territorio correspondía con el noroeste del actual Irán. Su capital fue Ecbatana, la actual Hamadán. Su parte oeste está dominada por los montes Zagros y limitaba al sur con Elam y Persia (Fars), en el árido este, con Partia; y al norte, Media estaba separada del mar Caspio y Armenia por los montes Elburz.
El país estaba, y sigue estando, dominado por el camino este-oeste que se conocía en la Edad Media como Ruta de la Seda. Este camino conectaba Media con Babilonia, Asiria, Armenia y el mar Mediterráneo en el oeste, y con Partia, Aria, Bactria, Sogdiana y China en el este. Otro camino importante unía Ecbatana con las capitales de Persia, Persépolis y Pasargada.
Media controlaba el comercio este-oeste, pero también era rica en productos agrícolas. Los valles y planicies de los Zagros son fértiles, y Media era muy conocida por sus plantas leguminosas, ovejas, cabras y por sus caballos, llamados neseos. El país podía alimentar a mucha población y es así como se fundaron muchas nuevas ciudades y pueblos, como Ecbatana, Rhagae (al sudeste de la actual Teherán) o Gabae (la actual Isfahán). El autor griego Polibio de Megalópolis llama a Media correctamente el más poderoso de entre los países asiáticos. Media fue reconocida generalmente como una de las partes más importantes de los imperios seléucida y parto.

## Historia antigua
Arqueológicamente hablando, Media está poco comprendida, y poco esclarecida. Los investigadores han llamado a menudo medos a objetos por el simple hecho de encontrarlos bajo el estrato que habían identificado como aqueménida. Hasta el momento, los hallazgos encontrados no permiten una definición clara de la cultura meda.
Aun así, parece razonablemente claro que en el primer cuarto del primer milenio a. C., nómadas ganaderos que hablaban algún tipo de lengua indoirania, se infiltraron en los Zagros, asentándose entre la población nativa. Los guerreros tribales son mencionados por primera vez por los asirios como enemigos de Salmanasar III (858-824 a. C.). Los habitantes de Media estaban divididos en varias tribus pequeñas, y a pesar de que los reyes asirios fueron capaces de subyugar a algunas de ellas, nunca pudieron conquistar Media totalmente.
De hecho, es probable que fueran los asirios los responsables de la unificación de las tribus medas. Los repetidos ataques asirios forzaron a los habitantes a cooperar y a desarrollar un liderazgo más efectivo. Los asirios también apreciaban algunos productos del este, como el lapislázuli de Bactria, por lo que la ruta este-oeste meda cobró cada vez mayor importancia. El comercio puede explicar el crecimiento de Ecbatana (Hâgmatâna) como ciudad central de Media y pudo ser el detonante final que inició el proceso de unificación. Otras ciudades que pudieron crecer en respuesta a la demanda del mercado asirio son Hasanly y Ziwiye en el noroeste.

## Imperio

Oriente Próximo en 600 a. C.

Según Heródoto, Media fue unificada por un hombre llamado Deyoces, padre de Fraortes, el primero de los cuatro reyes que gobernaron un imperio que incluía grandes zonas de Irán y la parte oriental de Anatolia. Sus nombres suenan convincentemente medos: un Daiaukku y un Uksatar (Deioces y Ciáxares) son mencionados en textos del siglo VIII a. C. Usando el número de años de reinado relatados por Heródoto y contando hacia atrás desde el año en el que, según la Crónica de Nabonido, el último caudillo medo perdió el trono, se obtiene esta lista:
- Deyoces, 53 años (701-647 a. C.).
- Fraortes, 22 años (647-625 a. C.).
- Ciáxares, 40 años (625-585 a. C.).
- Astiages, 35 años (585-550 a. C.).

Desafortunadamente, hay varios problemas con esta cronología. En primer lugar, Ctesias ofrece una lista alternativa de reyes. En segundo lugar, los Daiaukku y Uksatar mencionados más arriba vivieron hacia el 715 a. C., y aún peor, Daiaukku vivía cerca del lago Urmía, no en Ecbatana. Aparte, la historia de Deioces parece sospechosamente el relato de un mito acerca del origen de la civilización. Y finalmente, los años de reinado según Heródoto son igualmente sospechosos, los cuatro reyes suman ciento cincuenta años de reinado por parejas de setenta y cinco años exactamente. No hay razón para dudar de la existencia de los dos últimos reyes, quienes son mencionados en textos babilonios, aunque debemos preguntarnos qué tipo de dirigentes eran.
Según Heródoto, Deioces unificó a los medos y fue el gobernante de varias tribus, las cuales lista explícitamente, pero lo más probable es que no fuera el único en hacer lo mismo con otras. La lista de tribus descrita parece ser más bien un intento de crear un poco de orden dentro de la tradición oral acerca de los jefes más antiguos. Su descripción de la historia meda probablemente proyecta en el pasado aspectos de la civilización inmediatamente posterior, la aqueménida. Debió tomar los relatos contados por sus informadores persas con respecto a la historia antigua de Irán demasiado literalmente, aunque eso no significa que los jefes de las federaciones tribales no fueran capaces de ejercer una gran influencia política.
A pesar de que un tal Arbaces pudo unificar también a algunas tribus, Ciáxares y Astiages han sido generalmente reconocidos como los dos últimos caudillos de la federación de tribus. Según la Crónica de la caída de Nínive, Ciáxares (llamado Umakištar) destruyó el centro religioso asirio Assur en el verano del 614 a. C.
Dos años después, y en alianza con el babilonio Nabopolasar, tomó Nínive, la capital asiria, hecho que marcó el fin del Imperio asirio.
Esto prueba que Ciáxares era más que un mero jefe tribal: era un rey real, capaz de construir un ejército que era lo suficientemente fuerte como para tomar una ciudad. Probablemente persas, armenios, partos y arios, pagaban todos tributo a los medos. En otras palabras, Ciáxares controlaba una gran parte de la Ruta de la Seda y expandió su reino hasta Persia y Armenia, las cuales parece que sucumbieron después del 609 a. C. pero antes del 605 a. C.
El último hecho conocido de Ciáxares fue una batalla contra el rey lidio Aliates el 30 de mayo del 585 a. C. Aunque hay versión de que esta batalla no se dio debido a la presencia de un eclipse de Sol, que fue tomado por ambos pueblos como un presagio negativo y por lo tanto hicieron las paces y realizando matrimonios entre los hijos de los Reyes rivales.  Esta batalla y la toma de Assur en el 614 a. C. cuadran con la cronología de hechos de Heródoto.
Con respecto al reinado de Astiages, Heródoto nos cuenta un relato fantástico acerca de cómo perdió el trono y el reino. Sin embargo, a pesar de que la historia parece más atrayente que fiable, el hecho que Astiages perdió el reino está confirmado por la Crónica de Nabonido, donde se explica que el rey persa Ciro II el Grande tomó preso a Astiages y saqueó Ecbatana.
Es posible que el crecimiento del Imperio persa y el declive de Media tuvieran razones económicas más profundas. Parece que a mediados del siglo VI a. C., se inició la construcción de qanats en Persia (canales subterráneos de riego que comunican un acuífero con una zona árida). Esto dio a esta parte de Irán una ventaja competitiva con respecto a Media. Sin embargo, fechar la antigüedad de estos canales no es fácil, y puede ser que fueran desarrollados de hecho después de la victoria de Ciro.
Sea como fuere, Ciro tomó el poco organizado Imperio medo, incluyendo algunos países sujetos a él, como Armenia, Capadocia, Partia y quizás Aria. Probablemente los dejó en manos de reyes vasallos, los llamados sátrapas. En el 547 a. C., Ciro añadió Lidia a sus dominios, país que tenía entre sus vasallos a las ciudades griegas y carias en el oeste y sudoeste del Asia Menor, respectivamente.
Ocho años más tarde capturó Babilonia, y Ciro comprendió entonces que las ciudades no solo existían para ser saqueadas por nómadas (como Ciáxares había hecho con Nínive), sino que podían ser integradas en el imperio. El rey persa fundó así mismo una ciudad de su propiedad, Pasargada, y no es en absoluto exagerado decir que la evolución final desde una sociedad tribal hacia el estado primitivo que se había empezado en Media, finalizó en Persia.

## Media en la inscripción de Behistún

Mapa del Imperio aqueménida con la división en satrapías (ca. 500 a. C.)

Así pues, Media pasó a formar parte del Imperio aqueménida. Esto debió crear un fuerte resentimiento entre los medos contra los nuevos gobernantes, ya que tras la muerte del sucesor de Ciro, Cambises II, en el 522 a. C., los medos se rebelaron. A Cambises le sucedió su hermano Bardiya, el Esmerdis de las fuentes griegas, quien anunció que las provincias quedaban exentas de pagar tributo durante tres años, y escogió además la fortaleza meda Sikayauvatiŝ como su residencia.
Esto causó una gran indignación entre la élite persa, así que un pariente lejano de Esmerdis, Darío I, ayudado por otros seis conspiradores, asesinó al rey, convirtiéndose en el nuevo monarca. Esta historia puede leerse en la inscripción de Behistún y en la obra de Heródoto. Ambas fuentes coinciden al señalar que en realidad el rey asesinado no era el Esmerdis real, sino un doble usurpador, el mago Gaumata. Como los magos no eran solo un grupo de religiosos especialistas, sino también una tribu meda, y como además la política del supuesto Gaumata favorecía a Media, es probable que Darío tuviera razón, aunque no faltan historiadores que señalan la historia de Gaumata como una invención del propio Darío como excusa para su ascenso al trono.
Independientemente de la identidad real del rey asesinado, su muerte y el ascenso de Darío originaron una serie de revueltas en prácticamente todas las provincias del imperio. En Babilonia un hombre llamado Nidintubel se proclamó rey, y cuando Darío se había marchado a Babilonia a ocuparse del asunto, un nuevo cabecilla rebelde apareció en Media, Fraortes, que se proclamaba descendiente de Ciáxares. Su rebelión se extendió a Sagartia, Partia e Hircania. Tuvieron lugar igualmente levantamientos en Armenia, Elam y Persia.
Parecía una revuelta considerable, pero Fraortes fue derrotado por el general persa Hidarnes el 12 de enero del 521 a. C. Sin embargo, no fue una victoria decisiva, y Fraortes fue capaz de mantenerse en el poder durante el invierno, hasta que Darío pudo ocuparse de él personalmente. El 8 de mayo, derrotó a los medos en un sitio llamado Kunduru. La victoria persa fue total. Fraortes trató de huir a Rhagae pero fue interceptado y crucificado en Ecbatana.
Posteriormente, un habitante de Sagartia llamado Tritantecmes reivindicó igualmente descender del rey medo Ciáxares, continuando la rebelión, pero fue derrotado por el general de Darío Takmaspada y crucificado en Arbela, actual Erbil. Este hecho significó el final de la revuelta meda. Parece que tras estos acontecimientos, los medos aceptaron finalmente el dominio persa.
Media tuvo siempre una posición especial en el Imperio aqueménida. Ecbatana fue una de las residencias de Darío, y en la otra capital, Persépolis, los medos fueron siempre representados como iguales a los persas. En el libro de Esther de la Biblia, aparece la expresión «leyes de los medos y persas». Para los griegos, los nombres de ambas naciones se usaron como sinónimos. Valga el ejemplo de las guerras médicas, serie de conflictos que enfrentaron a persas y griegos.

## Historia tardía
En los primeros años tras el golpe de Estado de Darío, Hidarnes fue sátrapa de Media. Después de esto, el país más o menos desaparece de los rastros históricos. Los archivos cuneiformes de Babilonia son menos informativos a partir del 484 a. C., no hay archivos asirios, las tablillas de Persépolis no pasan más allá del 493 a. C., el relato de Heródoto finaliza el 479 a. C., otros autores griegos como Ctesias o Jenofonte ignoran Media, y finalmente, de todos los reyes aqueménidas, solo Darío dejó una inscripción histórica.
La investigación arqueológica tampoco es fácil. Sabemos que Ecbatana era una ciudad importante en la época persa, pero se han realizado pocas excavaciones. Los reyes Darío II (424-404 a. C.) y Artajerjes II (404-358 a. C.) dejaron inscripciones que prueban que estaban interesados en esta residencia, pero esto es todo lo que sabemos.
Media no aparece de nuevo en la historia hasta la guerra entre el macedonio Alejandro Magno y el persa Darío III. Tras la derrota de este último en la batalla de Gaugamela (331 a. C.), Darío trató de reconstruir su ejército en Ecbatana, pero en la primavera del 330 a. C. se vio forzado a huir al este y fue asesinado. Alejandro dejó inicialmente el control de Media a su general de confianza Parmenión, aunque posteriormente este fue asesinado.
Es conocido que Parmenión, y posteriormente otros dos macedonios, Sitalces y Cleandro, atacaron los santuarios zoroastrianos locales. En el 325 a. C., un jefe local llamado Bariaxes se rebeló contra los nuevos gobernantes, pero su rebelión fue suprimida por el sátrapa de Media de Alejandro, Atropates. Para restaurar el orden, Atropates tuvo que arrestar igualmente a los dos macedonios, quienes fueron de hecho declarados culpables por Alejandro y probablemente ejecutados.
Tras la muerte del conquistador en el 323 a. C., Atropates fue reemplazado de su satrapía por un hombre llamado Peithon, aunque mantuvo el control de la parte norte de Media, que fue llamada posteriormente Media Atropatene (incluso hoy en día, su nombre perdura en el nombre Âzarbayjân, dos provincias al norte de Irán, Azerbaiyán Oriental y Azerbaiyán Occidental (no confundir con el país del mismo nombre Azerbaiyán). Media Atropatene se convirtió en uno de los centros principales del zoroastrismo.
Tras las guerras de los Diádocos, Media pasó a formar parte del imperio de Seleuco I Nicátor, el cual incluía partes de Anatolia y Siria, toda Mesopotamia, Irán, Afganistán, parte de Turkmenistán, Tayikistán y el Beluchistán pakistaní. Esto significó que Media continuó teniendo una alta importancia, ya que era justo el corazón del Imperio seléucida, así como lo había sido del Imperio aqueménida. Se conservan monumentos de este período a lo largo de la Ruta de la Seda y otros lugares.
Durante la segunda mitad del siglo III a. C., nómadas parnos empezaron a infiltrarse en Partia, al este de Media, y se comportaron paulatinamente de forma más independiente, llamándose a sí mismos finalmente como la región que acababan de conquistar, partos. El rey parto Mitrídates I el Grande (171-138 a. C.) fue capaz de conquistar Media y, habiendo tomado esta importante y estratégica satrapía, cruzó los Zagros y procedió a conquistar toda Mesopotamia.
Durante siglos, Media fue el centro del Imperio parto. A pesar de que sus capitales fueron Hecatompilos en Partia y Ctesifonte en Mesopotamia, los reyes partos siempre tenían que pasar por Media, y sabemos de construcciones partas en Ecbatana, así como en Kangavar y en Behistún.